# Cabina telefónica

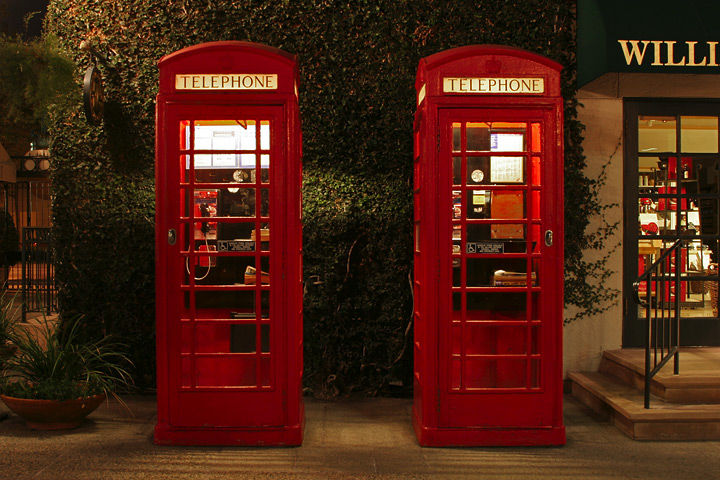
Cabinas telefónicas rojas en Reino Unido.

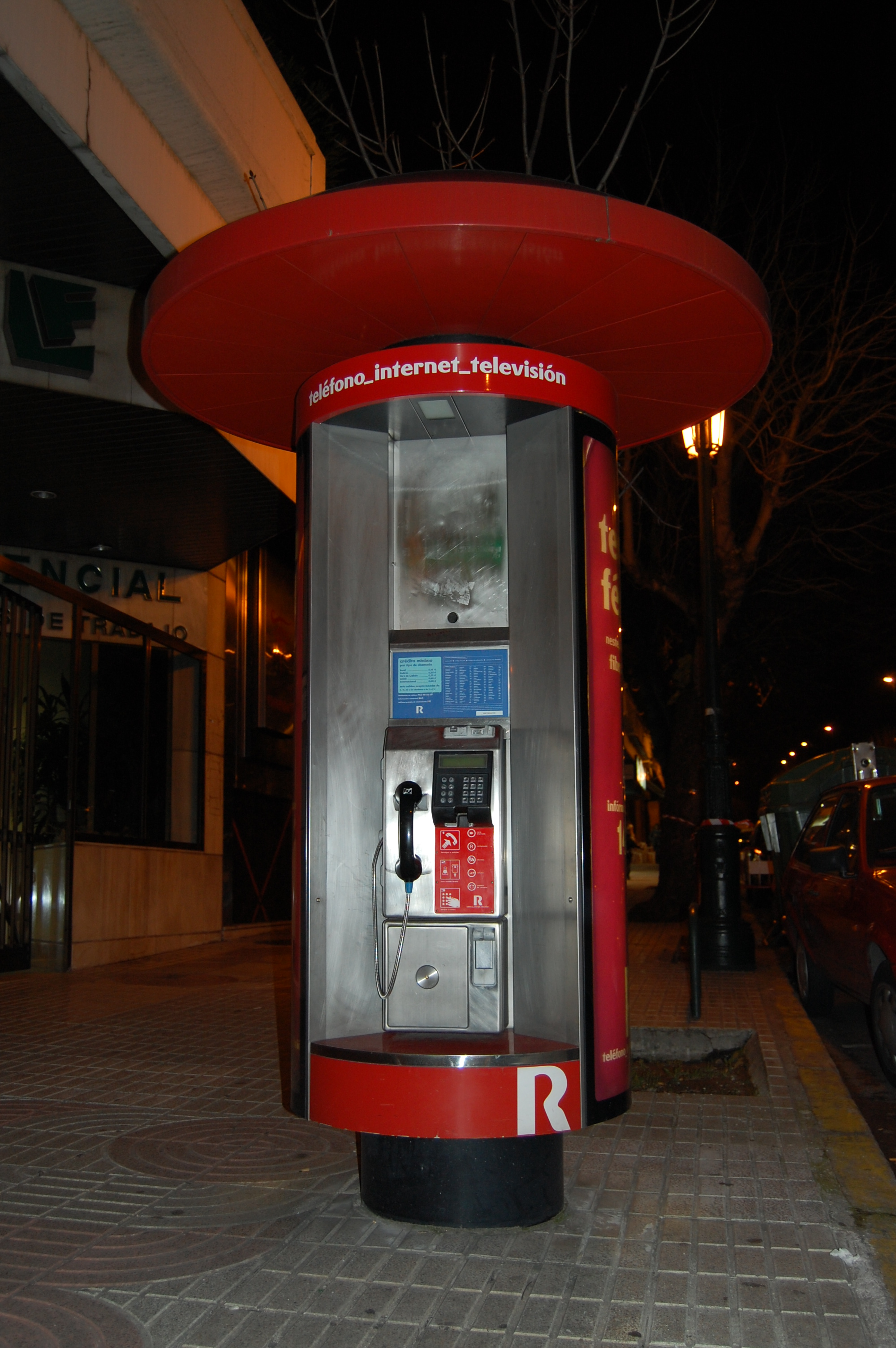
Cabina telefónica en Vigo (España).

Una cabina telefónica es una pequeña estructura que en su interior contiene un teléfono público. El diseño más conocido de las cabinas telefónicas son las rojas usadas en varias ciudades del mundo. Están hechas para que el usuario de estas no se moje cuando hay lluvia y también para respetar la privacidad de quien las usa. Son frecuentemente vandalizadas ya que se encuentran principalmente en lugares públicos.
Las cabinas públicas se encuentran en vías de desaparición por falta de rentabilidad a pesar de estar consideradas servicio universal en Derecho europeo.

## España
En España, se pueden utilizar las cabinas de Telefónica para recargar el saldo de las tarjetas prepago de telefonía móvil. Para ello, hay que marcar *03, luego colgar, marcar el código del operador, introducir las monedas, el número de teléfono y pulsar OK.
No obstante, está previsto acabar con las más de 15.000 cabinas telefónicas que hay en la actualidad según el anteproyecto de la nueva ley general de telecomunicaciones.

## VoIP en cabinas telefónicas
Un posible servicio que puede ser incorporado a las cabinas telefónicas es la tecnología VoIP.